# Канабаль, Томас Гарридо
Томас Гарридо Канабаль (исп. Tomás Garrido Canabal; 20 сентября 1891 — 8 апреля 1943) — мексиканский политик, революционер, активно продвигавший идеи атеизма. Он дважды занимал пост губернатора мексиканского штата Табаско: с 1920 по 1924 и с 1931 по 1934 год. Канабаль прославился политикой антикатолицизма, когда, будучи губернатором, он устроил в своём штате гонения на церковь. Было убито множество священников и обычных верующих, а остальные христиане были вынуждены скрывать свои религиозные убеждения.

## Биография
Томас Гарридо Канабаль родился на асьенде в Катахасе, в самой северной части мексиканского штата Чьяпас. Во время Мексиканской революции он был активно вовлечён в политику. В 1919 году Канабаль был назначен временным губернатором штата Табаско, а в мае и июне 1920 года — и штата Юкатан. В декабре 1920 года он вновь занял пост временного губернатора Табаско, но его власть в этом штате установилась на период до 1935 года (за исключением короткого периода восстания Уэрты). Пребывание Канабаля во главе Табаско характеризуется как апогей мексиканского антиклерикализма. Эта политика поддерживалась и Радикальной социалистической партией Табаско (исп. Partido Socialista Radical Tabasqueño), лидером которой он был.

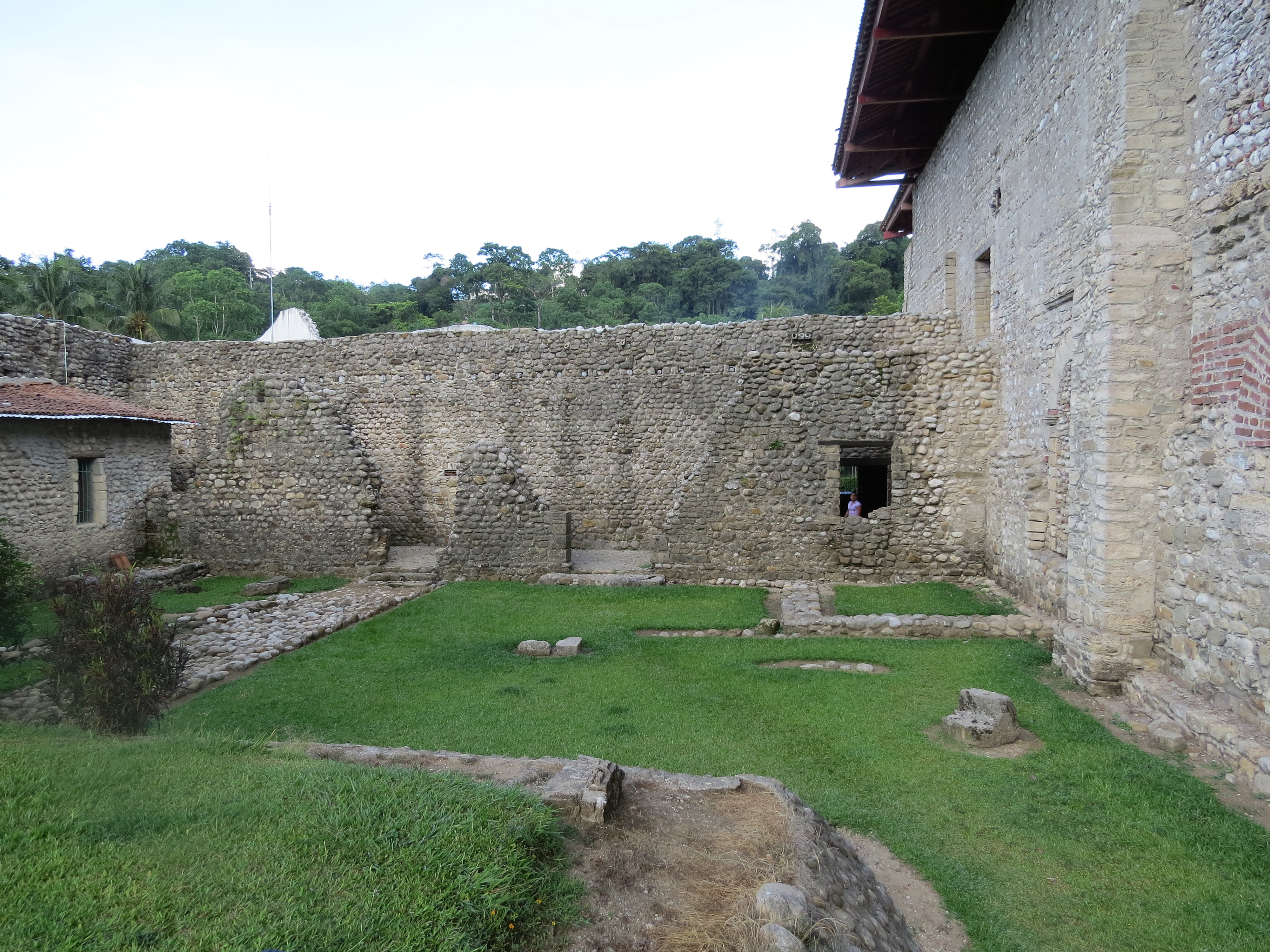
Руины Храм и монастырь Санто-Доминго-де-Гусман в Охолотане, взорванного по приказу Канабаля.

Канабаль был ярым антиклерикалистом и противником католической церкви, поддерживавшим президента Плутарко Элиаса Кальеса в период восстания кристерос, направленного против применения антиклерикальных законов. Он создал несколько организаций, «терроризировавших католиков». Наиболее известной из них стала «Красные рубашки». Эта деятельность дала повод обвинить его в «фашизме». Канабаль сам себя определял как марксиста-большевика, среди прочего назвав своего сына в честь Ленина. Гимном же его «краснорубашечников» был «Интернационал». Некоторые исследователи считают, что проводимая Кабралем политика в Табаско роднит его с европейскими правыми диктатурами несмотря на то, что тот стремился превратить традиционно консервативный штат Табаско в модель социалистического развития и ставил социалистические цели. Учёный Мартин Нидлер определил политику Канабаля как «социалистическую тиранию». Канабаль также предложил провести в штате Табаско Первый конгресс студентов-социалистов и создал форму социалистического образования, которую назвал «рационалистической».
Революционный и антиклерикальный пыл Канабаля отражался не только в политике, но и в быту. Так на своей ферме он держал быка с кличкой Бог, вола и хряка с кличками Папа, корову Марию и осла Иисуса. В Табаско также устраивались сатирические представления, такие как «шествие племенного быка с кличкой Епископ или осла Папы».
Боливийский революционер Роберто Инохоса назвал Табаско Канабаля «Вифлеемом социалистической зари в Америке», а его властителя — «учёным и фермером, интеллектуалом и хозяином ранчо, проводником и солдатом социализма».
К достижениям Канабаля на посту губернатора относят стимулирование социального развития штата Табаско посредством сельскохозяйственной и социальной политики. Кроме того, он поддерживал предоставление женщинам избирательных прав, которые и ввёл в своём штате в 1934 году. Канабаль стал вторым губернатором в Мексике, после Фелипе Каррильо Пуэрто на Юкатане, сделавшим это (на 12 лет позже). Табаско Канабаля был одним из нескольких штатов, соперничавших друг с другом за звание «лаборатории революции». С другой стороны, будучи губернатором, он издал суровые указы против корсетов и алкоголя, а также запретил надгробные плиты.
Первый кабинет министров, сформированный после избрания в 1934 году президентом Мексики Ласаро Карденаса, находился под контролем «теневого правителя» и покровителя Ласаро Плутарко Элиаса Кальеса. Канабаль, как верный соратник Кальеса, в этом кабинете получил пост министра сельского хозяйства, приведя в Мехико и своих «краснорубашечников». Карденас же, вступив в должность, выступил против своего прежнего покровителя, а значит и Канабаля. В 1935 году, после того, как Канабаль приказал своим краснорубашечникам убить католических активистов в Мехико, пытавшихся вернуться в Табаско, Карденас вынудил того уйти в отставку и отправиться в изгнание в Коста-Рику. Эта отставка Канабаля, которая была частью политической борьбы Карденаса против Кальеса, принесла мексиканскому президенту вынужденную поддержку со стороны Римско-католической церкви в Мексике. Военизированные формирования Канабаля впоследствии были распущены. В 1941 году ему разрешили вернуться в Мексику, но спустя два года он скончался от рака в Лос-Анджелесе (Калифорния).

## Образ в литературе
Вероятнее всего, Канабаль послужил прототипом для лейтенанта из романа «Сила и слава» английского писателя Грэма Грина, рассказывающего о периоде жестоких гонений на католическую церковь в послереволюционной Мексике 1920-х годов, хотя его имя на страницах этого произведения ни разу не упоминается. Образ «пьющего падре», главного героя романа, созвучен с образом, часто использовавшимся в антирелигиозной пропаганде Канабаля. 
Канабаль под именем Сальгадо также фигурирует в романе «Ножи» (фр. Les couteaux) французского писателя Эммануэля Роблеса, опубликованном в 1956 году.